# 周馥 (晉朝)
周馥（？—311年），字祖宣，汝南安成人。西晉官員，官至鎮東將軍、都督揚州諸軍事。周馥曾經在永嘉之亂前上表請遷都壽春，但因司馬越怒其擅自直接上表而遭討伐，兵敗發病而亡。

## 生平
周稪年輕時與朋友成公簡齊名，亦一起獲授諸王文學，多次升遷後任司徒左西屬，並得司徒王渾薦為尚書郎。後又轉司徒左長史。當吏部郎時就以精細選舉人才而得美譽。後歷任御史中丞、侍中、假節徐州刺史加冠軍將軍及廷尉。
永安元年（304年），晉惠帝於蕩陰之戰中為獲河間王司馬顒表為皇太弟的成都王司馬穎軍隊所俘，司馬穎遂挾惠帝到根據地鄴城總攬朝政，廢太子司馬覃，留周馥守河南尹。時留在洛陽的陳眕、上官巳等人繼續奉司馬覃為皇太子對抗司馬穎。不過周馥認為他們只是小人，終會成為國賊，故不支持他們，反與司隸校尉滿奮合謀討伐。不過他們的圖謀敗露，於是遭上官巳等人襲擊，滿奮被殺，周馥卻能逃脫。不久，司馬顒派了部將張方進駐洛陽，上官巳等兵敗出逃。張方控制洛陽後再廢司馬覃，而周馥也回來續守河南尹。同年十一月，司馬穎因遭王浚等軍討伐而挾惠帝返回洛陽，張方於是乘機逼惠帝至司馬顒根據地長安，留下周馥、尚書僕射荀藩、司隸校尉劉暾、太常鄭球等留在洛陽設東留臺。東臺不久即復立早前被張方所廢的羊皇后，但於永興二年（305年）四月又遭張方所廢，不久司馬顒更假做詔書要東臺置羊后於死地。不過東臺並不願意執行，面對一直送來的詔命，周馥遂與荀落及劉暾上奏請求不要處死羊后。雖然上奏令司馬顒大怒並派兵追捕劉暾，但羊后始終無恙。
不久，東海王司馬越興兵討伐司馬顒，稱要迎惠帝還洛陽，以周馥為中領軍，旋即轉司隸校尉，加散騎常侍、假節都督諸軍事於澠池。光熙元年（306年），司馬越等擊敗司馬顒，迎惠帝還洛陽，及後周馥就改任平東將軍、都督揚州諸軍事，並進鎮東將軍代劉準出駐壽春，以討陳敏。永嘉元年（307年），陳敏為周玘等人所敗，揚州平定，周馥以此封永寧伯。
周馥雖然在鎮，但其實一直都為朝廷盡忠，常想匡正朝廷。那時東海王司馬越獨攬大權，有不盡臣節的行為，周馥對此都嚴厲批評，這令司馬越很忌憚他。另外，當時漢國勢力日益強大，洛陽愈見孤危，周馥於是在永嘉四年（310年）上表請晉懷帝遷都壽春。不過，司馬越就因為周馥沒有事前和他討論就直接上表而大怒。而早前周馥及淮南太守裴碩都被司馬越呼召，只是周馥不願出發，就先派裴碩前去。此時裴碩突然起兵宣稱周馥擅自發布命令，自己奉司馬越密旨討伐周馥。周馥將裴碩擊敗，裴碩退守東城並向鎮建鄴的琅邪王司馬睿求援。永嘉五年（311年）正月，司馬睿派了甘卓及郭逸出兵討伐，周馥守了十日而失守，被逼逃到項縣，為新蔡王司馬確拘留，期間周馥就因內心憂憤而發病去世。

## 子女
- 周密，字泰玄，尚書郎。
- 周矯，字正玄。